# Front Popular per a l'Alliberament de Palestina-Comandament General
El Front Popular per l'Alliberament de Palestina-Comandament General (àrab: الجبهة الشعبية لتحرير فلسطين - القيادة العامة, al-Jabha ax-Xaʿbiyya li-Taḥrīr Filasṭīn - al-Qiyāda al-ʿĀmma) és una organització palestina dirigida per Ahmed Jibril i recolzada per Síria. El FPAP-CG havia format part de l'Organització per l'Alliberament de Palestina fins al 1985. Ahmed Jibril va crear el Front el 1968, quan va deixar el grup original, el FPAP de George Habash. El FPAP-CG s'oposa als Acords d'Oslo, i ha estat qualificat com a organització terrorista pels Estats Units i la Unió Europea.

## Fundació
El Front Popular per a l'Alliberament de Palestina - Comandament General (FPLP-CG) va ser fundat per una escissió que es va originar dins del Front Popular per a l'Alliberament de Palestina (FPAP), per Ahmed Jibril, amb el suport de Damasc, el 1968. Jibril, que encara ocupa el càrrec de secretari general de l'organització, havia estat anteriorment un oficial de l'exèrcit sirià. En observar l'FPAP havia esmerçat massa temps i recursos en el debat polític sobre el marxisme, l'FPAP-GC va declarar immediatament que el seu objectiu principal seria l'acció militar, i no el debat ideològic.
Tot i que el grup va formar part inicialment part de l'Organització per a l'Alliberament de Palestina (OAP), es va trobar sempre en costats oposats als de Iàsser Arafat, i s'oposà a qualsevol suggeriment d'un acord polític amb Israel. En 1974 el Front es va escindir de l'OAP, i passà a formar part del Front de rebuig a l'OAP, en protesta per la posada en marxa per part del Consell Nacional Palestí del programa dels 10 punts. Aquest grup va rebutjar qualsevol possibilitat de compromís amb Israel, llevat d'una victòria militar. A diferència de la majoria de les organitzacions palestines que constituïen el "Front de rebuig", l'FPAP-GC mai va reprendre el seu paper dins de l'OAP, ni els seus representants van participar en els Acords d'Oslo.

## Relacions amb l'OAP
Es creu que l'FPAP-GC està lligat estretament amb Síria, i de fet assumeix un rol d'acompanyament de les forces sirianes al Líban, tant durant la guerra civil libanesa de 1975 - 1990, com també en els anys de l'ocupació del país per part de Damasc. En 1976, després del suport prestat pel FPLP-GC a un atac sirià contra l'OAP, una facció que s'oposava a les decisions de Jibril va deixar l'organització, per crear el Front per a l'Alliberament de Palestina (FAP).

## El FPAP al Líban
El grup té una influència limitada en la política palestina, però gaudeix d'un culte dins dels camps de refugiats a Síria i el Líban. El seu paper a la "Terra dels Cedres" després de la retirada de Síria de 2005, és encara incert, i s'han produït nombrosos enfrontaments armats que el van veure en oposició a les forces de seguretat de Beirut. A finals d'octubre de 2005, l'exèrcit libanès va assetjar els camps de l'FPAP-CG, després que les autoritats governamentals determinessin que l'organització es dedicava al contraban d'armes a través de la frontera amb Síria. El Front va ser posteriorment molt criticat al país, acusat de fomentar l'odi ètnic en nom de Síria.

## Les accions militars
Durant els anys 70 i 80, el grup va dur a terme diversos atacs armats contra objectius civils israelians i militars, i aconseguí una considerable notorietat gràcies a l'adopció de tècniques espectaculars. Durant la "Nit de les ales delta", un milicià aterrà amb una ala delta a motor (suposadament subministrada per Líbia), prop d'un campament militar israelià a Kiryat Shmona la nit del 25 nov 1987, i va aconseguir matar sis soldats i ferir a diversos més abans de disparar-se ell mateix un tret. Segons molts, aquesta acció va ser el catalitzador per l'esclat de la Primera Intifada.
Des de principis dels anys noranta, l'FPAP-GC ja no va estar involucrat en els atacs importants contra objectius israelians, però es creu que ha participat en les accions dels guerrillers encapçalats per Hesbol·là al sud Líban.

## Diferències amb altres organitzacions
Jibril es va unir a George Habash el 1967 en un pla més o menys paritari, en relació amb el paper de lideratge dins l'FPAP. Quan va sortir de l'organització l'any següent, a causa de la manca de mesures pràctiques, li va ser bastant fàcil d'aplegar per si mateix un conjunt de seguidors fidels. El pretext per aquest acte se li fou proporcionat involuntàriament per un dels seus principals rivals al capdavant de l'organització, Naif Hawatmeh, que estava tractant de fer assumir a l'FPAP una deriva al més ideológica possible, mentre Jibril culpava Habash de la dependència del Front la discussió teòrica, en detriment de la lluita armada.
Per evitar que, sota la influència de Hawatmeh, l'organització quedés reduÏda a un grup d'intel·lectuals impotent, Jibril va crear el Comandament General, amb l'argument que Habash s'havia convertit en un titella en mans de "professors de l'exili", és a dir, l'elit intel·lectual rica i ben educats que predicava la revolució de classes en els campaments de refugiats.
Per descomptat, des de la seva creació, l'obra de l'FPAP-GC estava molt més centrat en els mitjans i no en les seves finalitats, no fonamentades en una plataforma política clar; reclutava de manera principal joves, refugiats, pobres, analfabets i exasperats. En lloc de llegir i millorar el treball dels altres, com ho va fer les elits palestines dins de les universitats europees, el Comandament General prometia "una arma a cada mà", així com les eines per escriure autònomament "la seva pròpia història". Per assegurar la lleialtat i la professionalitat dels reclutes, es va utilitzar una disciplina de ferro, fins al punt que des de fa dècades la guerrilla del Comandament General es considera la millor preparada de tots els grups de la resistència palestina.
Un altre element de l'èxit del Front Jibril, va ser la sortida en 1969 de Hawatmeh de l'FPAP i la creació per part d'aquests del Front Democràtic Popular per a l'Alliberament de Palestina (FDPAP, posteriorment FDAP amb la pèrdua de "Popular"), determinada per les maniobres realitzades per Habash per intentar compensar els problemes que van sorgir amb la defecció de Jibril.
Escindits ara en tres seccions, Habash després de 1969 ja no podia presumir de ser el cap de l'"autèntic" FPAP. No obstant això, gràcies a una sèrie d'èxits de la política com l'apoderament il·lícit de Dawson Field, el setembre de 1970, la Massacre de l'Aeroport de Lod de maig de 1972, i la coordinació amb Setembre Negre en la "massacre dels Jocs Olímpics a Múnic el setembre següent, aportava a Habash autoritat moral per sobresortir en el Front del Rebuig
Per això Jibril es va dedicar a impedir el reclutament de voluntaris per part de l'OAP en els camps de refugiats palestins. I mentre Fatah patí fortament durant durant la guerra civil al Líban el 1982, el Comandament General sobrevisqué, i reconstruí gairebé la totalitat de la seva estructura al final del conflicte.

## Després d'Oslo
En el creixement del moviment de resistència islàmica Hamàs entre els àrabs que vivien a la Franja de Gaza i Cisjordània durant la primera Intifada de 1987 - 1991, l'FPAP-GC va trobar un poderós aliat en l'oposició a la política de Iàsser Arafat de cercar una solució negociada al conflicte israelià-palestí. Fins aquest moment, el Front de Rebuig estava compost essencialment pel grup d'esquerra, com l'FPAP, l'FPAP-CG, FDAP, el FAP i molts altres grups més petits, que tanmateixe estaven limitats en gran manera per la posició preeminent de què gaudia Fatah dins de l'OAP, de la qual també en formava part. L'únic grup realment compromès en una lluita sense quarter contra Arafat va estar representat pel Consell Revolucionari d'Al Fatah, encapçalat pel guerriller dissident Xabrī Khalīl al-Bannā (àlies Abu Nidal), però va ser considerat per les diverses organitzacions palestines més aviat com un criminal més, amb l'únic objectiu de deposar els líders moderats de l'OAP.
Per bé que molts palestins van donar suport al principi de la derrota d'Israel per mitjà de la lluita armada, les diferents faccions no va prendre una acció coordinada, atès que els seus membres eren una elit dirigent que sovint es trobava lluny de la realitat dels diversos camps de refugiats de Cisjordània, Gaza, Líban, Síria o Jordània. I de fet, molts d'aquests líders vivien en residències de luxe a Europa, als països del bloc soviètic, o en els diversos estats àrabs, en particular Síria, Iraq i Líbia. Només Jibril va insistir a seguir vivint en un refugi fet especialment per a ell en les muntanyes del Líban, en una zona molt espartana, que era que el que més s'adaptava a la seva imatge de líder guerriller, en comparació amb el palau on vivia Arafat a Tunísia.
Amb l'aparició, durant els anys vuitanta, de Hamàs i el Gihad Islàmic palestí, Jibril va ser capaç de cooperar amb aquests moviments millor del que havien demostrat Habash i altres grups del Front de Rebuig. Això no s'hauria produït per causa de factors ideològics o habilitats específiques, sinó més aviat pell fet que Jibril era musulmà, a diferència de Habash i Hawatmeh que eren de confessió ortodoxa grega. Prova d'això és el fet que el seu nom de guerra era "Abu Jihad" (no confondre amb el kunya de Khalil Ibrahim al-Shmar al-Wazir, el cap del braç armat d'Al-Fatah).
També en els anys vuitanta, l'FPAP-GC va treballar activament juntament amb el naixent grup xiïta libanès Hesbol·là. A mitjans dels anys noranta, Jiblil va organitzar reunions entre el seu moviment, Hesbol·là, Hamàs i el Gihad Islàmic palestí a Damasc Teheran, amb la finalitat d'organitzar una major coordinació de les activitats, tot i que el Comandament General seguia tenint una dimensió reduÏda, i es va centrar principalment en el suport a Hesbol·là amb la finalitat d'obtenir la retirada israeliana del sud del Líban. El Mossad israelià va organitzar nombroses operacions per intentar matar Jibril, tot i no que no van reeixir. Tanmateix, van tenir més èxit amb el seu fill i hereu designat per la direcció de l'FPAP-CG, Jihad Ahmed Jibril, que va ser assassinat per un cotxe bomba el 20 de maig del 2002.